# Петокладенци
Петокладенци (болг. Петокладенци) — село в Болгарии. Находится в Плевенской области, входит в общину Белене. Население составляет 407 человек.

## Политическая ситуация
В местном кметстве Петокладенци, в состав которого входит Петокладенци, должность кмета (старосты) исполняет Стефан Евлогиев Стефанов (Болгарская социалистическая партия (БСП)) по результатам выборов правления кметства.
Кмет (мэр) общины Белене — Петыр Илиев Дулев (Болгарская социалистическая партия (БСП)) по результатам выборов в правление общины.